# Wim Magré
Egbert Willem (Wim) Magré (Elburg, 7 augustus 1962 - 10 november 2019) was een Nederlandse organist.

## Biografie
Magré ontving zijn eerste muzieklessen aan de muziekschool te Elburg. Daarna studeerde hij orgel bij Willem Hendrik Zwart, organist van de Bovenkerk te Kampen. Verder bekwaamde hij zich aan het conservatorium te Zwolle waar hij hoofdvak orgel studeerde bij Dorthy de Rooij. In 1989 studeerde hij hier met goed gevolg af. Als organist was hij verbonden aan de gereformeerde kerk te Doornspijk, hervormde gemeente te Elburg en de Alle-Dag-Kerk (in de Engels Hervormde Kerk aan het Begijnhof) te Amsterdam. 
Magré was dirigent van verschillende koren op de Veluwe, onder andere van het Elburgs Mannenkoor O.B.K., gemengde koren in Oldebroek, Doornspijk en Ermelo en kinderkoren in Oostendorp, Doornspijk en op Urk. Hij maakte orgel-cd's op diverse Nederlandse orgels in onder andere: Elburg, Kampen, Bolsward, Den Haag en Apeldoorn. Verder werkte hij mee aan tweetal orgel-dvd's in de Bovenkerk te Kampen. Ook maakte Magré een zestal tournees naar de VS en Canada. Daarnaast heeft hij met zijn zoon Wilbert Magré die werkzaam is als pianist een aantal cd's uitgebracht onder de naam "Magré & Magré".

## Discografie
- Amicaal (Magré & Magré)
- Energiek (Magré & Magré)
- Concerto (Magré & Magré met Carina Bossenbroek)
- Geliefde Orgelklanken
- Geliefde Psalmbewerkingen
- Orgelconcert Wim Magré
- Orgelwerken Johann Sebastian Bach
- Samen (Magré & Magré)
- Vierhandig Vuurwerk (Martin Mans & Wim Magré)
- Ik wil zingen van mijn Heiland
- Joy to the World
- Een Kind is ons geboren